# NBA 2K
NBA 2K är en serie basketspel utvecklade av Visual Concepts. Det första spelet lanserades år 1999 till Dreamcast. Spelen publicerades av Sega 1999–2004 och av 2K Sports från dess till nutid.

## Spel
| Titel               | Utvecklare      | Publicerare | Plattformar | Utgivningsdatum*  | Omslagsatlet                                                                                         |
| ------------------- | --------------- | ----------- | --- | ----------------- | --- |
| NBA 2K              | Visual Concepts | Sega        | Dreamcast | 10 november 1999  | Allen Iverson                                                                                        |
| NBA 2K1             | Visual Concepts | Sega        | Dreamcast | 1 november 2000   | Allen Iverson                                                                                        |
| NBA 2K2             | Visual Concepts | Sega        | Dreamcast, GameCube, PS2, Xbox | 24 oktober 2001   | Allen Iverson                                                                                        |
| NBA 2K3             | Visual Concepts | Sega        | PS2, Xbox, GameCube | 7 oktober 2002    | Allen Iverson                                                                                        |
| ESPN NBA Basketball | Visual Concepts | Sega        | PS2, Xbox | 21 oktober 2003   | Allen Iverson                                                                                        |
| ESPN NBA 2K5        | Visual Concepts | Sega        | PS2, Xbox | 28 september 2004 | Ben Wallace                                                                                          |
| NBA 2K6             | Visual Concepts | 2K Sports   | PS2, Xbox, Xbox 360 | 26 september 2005 | Shaquille O'Neal                                                                                     |
| NBA 2K7             | Visual Concepts | 2K Sports   | PS2, PS3, Xbox, Xbox 360 | 25 september 2006 | Shaquille O'Neal                                                                                     |
| NBA 2K8             | Visual Concepts | 2K Sports   | PS2, PS3, Xbox 360 | 2 oktober 2007    | Chris Paul                                                                                           |
| NBA 2K9             | Visual Concepts | 2K Sports   | Windows, PS2, PS3, Xbox 360 | 7 oktober 2008    | Kevin Garnett                                                                                        |
| NBA 2K10            | Visual Concepts | 2K Sports   | PS2, PS3, PSP, Wii, Windows, Xbox 360 | 6 oktober 2009    | Kobe Bryant                                                                                          |
| NBA 2K11            | Visual Concepts | 2K Sports   | PS2, PS3, PSP, Wii, Windows, Xbox 360 | 5 oktober 2010    | Michael Jordan                                                                                       |
| NBA 2K12            | Visual Concepts | 2K Sports   | Ipad, Iphone, PS2, PS3, PSP, Wii, Windows, Xbox 360                                                                                       | 4 oktober 2011    | Michael Jordan/Larry Bird/Magic Johnson                                                              |
| NBA 2K13            | Visual Concepts | 2K Sports   | Ipad, Iphone, Windows, Android, Xbox 360, PS3, PSP, Wii, Wii U                                                                            | 2 oktober 2012    | Derrick Rose, Kevin Durant, Blake Griffin                                                            |
| NBA 2K14            | Visual Concepts | 2K Sports   | Windows, Xbox 360, PS3, PSVita, PlayStation 4, Xbox One                                                                                   | 1 oktober 2013    | LeBron James                                                                                         |
| NBA 2K15            | Visual Concepts | 2K Sports   | PS3, PS4, Windows, Xbox 360, Xbox One, Android, Iphone/Ipod touch, Ipad                                                                   | 7 oktober 2014    | Kevin Durant                                                                                         |
| NBA 2K16            | Visual Concepts | 2K Sports   | PS3, PS4, Windows, Xbox 360, Xbox One, Android, Iphone/Ipod touch, Ipad                                                                   | 29 september 2015 | Anthony Davis/Stephen Curry/James Harden/Michael Jordan/Tony Parker/Dennis Schröder/Marc & Pau Gasol |
| NBA 2K17            | Visual Concepts | 2K Sports   | Microsoft Windows, PlayStation 3, PlayStation 4, Xbox 360, Xbox One, Android, iOS                                                         | 20 september 2016 | Paul George                                                                                          |
| NBA 2K18            | Visual Concepts | 2K Sports   | Microsoft Windows, Nintendo Switch, PlayStation 3, PlayStation 4, Xbox 360, Xbox One, iOS, Android                                        | 19 september 2017 | Kyrie Irving                                                                                         |
| NBA 2K19            | Visual Concepts | 2K Sports   | Microsoft Windows, Nintendo Switch, PlayStation 4, Xbox One, Android, iOS                                                                 | 11 september 2018 | Giannis Antetokounmpo                                                                                |
| NBA 2K20            | Visual Concepts | 2K Sports   | Microsoft Windows, Nintendo Switch, PlayStation 4, Xbox One, iOS, Android, Google Stadia                                                  | 6 september 2019  | Anthony Davis                                                                                        |
| NBA 2K21            | Visual Concepts | 2K Sports   | Microsoft Windows, Apple Macintosh, Nintendo Switch, PlayStation 4, PlayStation 5, Xbox One, Xbox Series X/S, Google Stadia, Apple Arcade | 4 september 2020  | Damian Lillard                                                                                       |
| NBA 2K22            | Visual Concepts | 2K Sports   | Microsoft Windows, Nintendo Switch, PlayStation 4, PlayStation 5, Xbox One, Xbox Series X/S, Apple Arcade                                 | 10 september 2021 | Luka Dončić                                                                                          |
| NBA 2K23            | Visual Concepts | 2K Sports   | Microsoft Windows, Nintendo Switch, PlayStation 4, PlayStation 5, Xbox One, Xbox Series X/S, Apple Arcade                                 | 9 september 2022  | Devin Booker                                                                                         |
| NBA 2K24            | Visual Concepts | 2K Sports   | Microsoft Windows, Nintendo Switch, PlayStation 4, PlayStation 5, Xbox One, Xbox Series X/S, Apple Arcade                                 | 8 september 2023  | Kobe Bryant                                                                                          |
| NBA 2K25            | Visual Concepts | 2K Sports   | Microsoft Windows, Nintendo Switch, PlayStation 4, PlayStation 5, Xbox One, Xbox Series X/S                                               | 6 september 2024  | Jayson Tatum, A'ja Wilson                                                                            |